# Какуїди
Какуїди або Каквайхіди (1008—1141) — династія, що утворила державу, яка прийшла на зміну Буїдам. Тривалий час володіла центральним Іраном. Вправно боролася проти Газневідів. Зазнало поразки та вимушена була визнати зверхність Сельджукидів. Припинила існування у 1141 році.

## Історія
Походили від дейлемітського роду Бавандидів. Піднесення почалося в Західному Ірані під час послаблення Буїдів. Засновник династії Ростам Душманзіяр, що був братом Сайїди Ширін, регентши при малолітньому сині Маджді аль-Даулі, емірі Рея місто Шахріяр. Син Душманзіяра — Ала ад-Даула Абу Джафар Мухаммад — був відомий під ім'ям Ібн Какуя, начесть того, що Душманзіяр був вуйком Буїда («каку» у дейлемітів позначало вуйко).
У 1008 році Душманзіяр став правителем Ісфахана, а потім захопив деякі інші міста Західного Ірану. Використовуючи багаті доходи з цього району, він створив дієздатну найману армію. Незабаром Какуїди перетворилися на досить велику політичну силу. У 1023 році вдалося завдати поразки іншого представнику Буїдів — Самаа аль-Даулі, захопивши область Гамадана і Керманшаха.
У 1029 році Махмуд Газневі завоював Рей, Ібн Какуя після поразки від Масуда Газневі вимушений був визнати зверхність Газневідів. Втім, у 1032 році після початку тривалої війни Масуда Газневі з Сельджукидами та походами до Індії, Какуїди скинули залежність та захопили місто Рей з належною областю.
Після смерті Мухаммеда Душманзіяра у 1041 році державу було поділено між його нащадками. Вже 1041 року почалися війни з Сельджукидами. У 1043 році останні відняли в Какуїдів місто Рей. У 1048 році Какуїди втратили Гамадан, які були захоплені Тогрул-беком Сельджукидом. У 1051 році втрачено Ісфаган. Натомість Какуїдам залишено Єзд і Абаркух.
З цього моменту Какуїди стали вірними васалами сельджукидів, з якими породичалися. Згодом вони брали участь у боротьбі за владу в Сельджуцькій імперії між різними гілками династії. З 1040 року після послаблення Великих Сельджуків Какуїди стикнулися з загрозою з боку Керманського султанату. У 1141 році Єзд було захоплено, а династію повалено. Спочатку намісниками, а потім фактичними правителями стали атабеки Керманських Сельджуків.

### Еміри
- Мухаммад Душманзіяр (1008—1041), емір Ісфагану, Гамадану, Рею, Єзду
- Фарамурз (1041 — бл. 1070), емір Ісфагану (до 1051), Єзду
- Гаршасп I, емір гамадану і Рею
- Алі (1070—1095), емір Єзда
- Гаршасп II (1095—1141), емір Єзда

## Меценатство
При їхньому дворі мешкали поети і вчені. Відомий лікар Ібн Сіна служив у Ібн Какуї візиром до самої своєї смерті.